# Persulfato de sódio
Persulfato de sódio - é um composto químico de fórmula Na2S2O8. É um potente irritante da pele, olhos e sistema respiratório, além de ser um forte oxidante.